# Washington Capitals
I Washington Capitals sono una squadra professionistica di hockey su ghiaccio con sede a Washington. Sono membri della Eastern Conference della National Hockey League. 
Al termine della stagione 2017-18 hanno vinto la loro prima Stanley Cup.

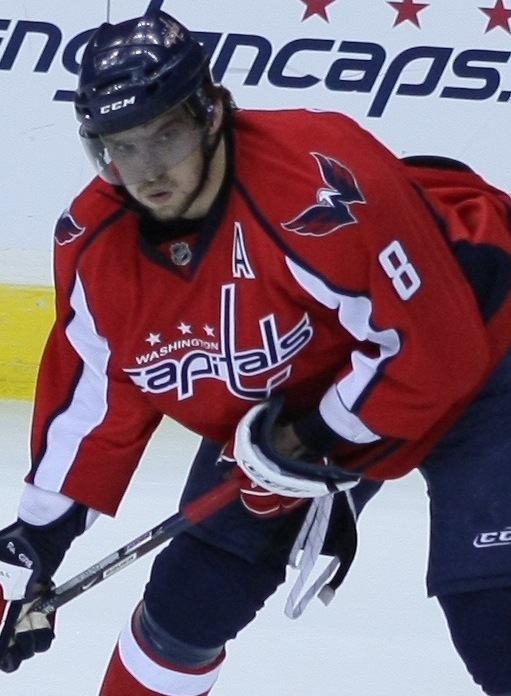
L'attuale capitano dei Caps, Alexander Ovechkin